# Vanessa Bell
Vanessa Bell (con apellido de nacimiento Stephen; Londres, 30 de mayo de 1879-Charleston Farmhouse, Surrey, 7 de abril de 1961) fue una pintora e interiorista inglesa. Miembro del Círculo de Bloomsbury, era hermana de Virginia Woolf, con la que tuvo una fuerte unión durante toda su vida.

## Biografía

### Primeros años
Nacida como Vanessa Stephen Jackson en el 22 de Hyde Park Gate en Londres, donde vivió hasta 1904, era la hija mayor de Sir Leslie Stephen y Julia Jackson Duckworth (1846 - 1895). Fue educada en casa por sus padres en idiomas, matemáticas e historia y tomó lecciones de dibujo de Ebenzer Cook, antes de acudir a la Escuela de Arte de Sir Arthur Cope en 1896. A partir de 1901, estudió pintura en la Royal Academy.
Después de la muerte de sus padres en 1895 y 1904 respectivamente, Vanessa se mudó al barrio londinense de Bloomsbury con su hermana Virginia y sus hermanos Thoby (1880 - 1906) y Adrian (1883 - 1948). Allí entró en contacto con artistas, escritores e intelectuales que conformaron el Círculo de Bloomsbury. También en ese contexto contribuyó a fundar El club de los viernes, una asociación constituida especialmente por mujeres amantes del arte.

### Vida en el Círculo de Bloomsbury
Se casó con Clive Bell en 1907, con el que tuvo 2 hijos: Julian (que murió en 1937 en la Guerra civil española a la edad de 29 años) y Quentin.
Acordaron una relación abierta, teniendo ambos amantes a lo largo de su vida en común. Vanessa Bell mantuvo relaciones con el crítico de arte Roger Fry, y con el pintor bisexual Duncan Grant, de quien tuvo en 1918 a su hija Angelica y que su marido crio como a su propia hija. Por su lado, Clive Bell mantuvo relaciones con la escritora Mary Hutchinson, entre otras.
Vanessa, Clive, Duncan Grant y el amante de Duncan, David Garnett se trasladaron juntos al campo justo antes del estallido de la I Guerra Mundial y se establecieron en la granja Charleston (Charleston Farmhouse), cerca de Firle, en Sussex. Allí Bell y Grant pintaron y trabajaron por encargo de la empresa Omega Workshops creada por su amigo Roger Fry. 
Murió en su casa de Charleston de un ataque al corazón en 1961.

## Obra

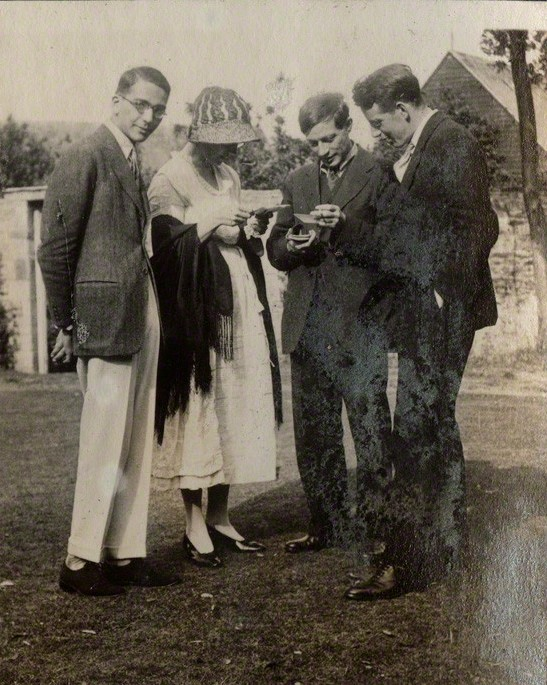
Jean de Menasce, Vanessa Bell, Duncan Grant y Eric Siepmann en 1922

Vanessa Bell introdujo el impresionismo en Inglaterra, situando los rostros en blanco y dejando que el interior fuera lo que expresara el rostro, impactado por el ambiente. Eso quiso implementar su hermana Virginia en la literatura. 
Las pinturas más significativas de Vanessa Bell incluyen paisajes como la Playa de Studland (1912), escenas domésticas como La bañera (1918), o Interior con dos mujeres (1932) y retratos, entre los que se destaca los de Virginia Woolf (tres en 1912), de Aldous Huxley (1929-1930) y de David Garnett (1916).
Realizó además el diseño de las cubiertas de los libros de su hermana Virginia, recubriendo con unos dibujos que emanaban serenidad, suavidad, fluidez, toda la gama de sensaciones que fluían de los textos. También es considerada una de las mayores contribuidoras a la pintura retratística y de paisajes británica del siglo XX.  
En el año 2017 se organizó una retrospectiva de su obra en la Dulwich Picture Gallery de Londres.

## En el cine
Vanessa Bell ha sido interpretada en el cine en la película Las horas (The Hours) (2002) por Miranda Richardson y por Janet McTeer en Carrington.